# Lannepax
Lannepax [lanpaks] est une commune française située dans le centre du département du Gers en région Occitanie. Sur le plan historique et culturel, la commune est dans le Bas-Armagnac, ou Armagnac noir, un pays s'inscrivant entre les vallées de l'Auzoue, la Gélise, la Douze et du Midou.
Exposée à un climat océanique altéré, elle est drainée par l'Auzoue, l'Izaute, le Sanipon, le ruisseau du pesqué nau et par divers autres petits cours d'eau. La commune possède un patrimoine naturel remarquable composé de trois zones naturelles d'intérêt écologique, faunistique et floristique.
Lannepax est une commune rurale qui compte 532 habitants en 2022, après avoir connu un pic de population de 1 552 habitants en 1866.  Elle fait partie de l'aire d'attraction d'Eauze. Ses habitants sont appelés les Lannepaxiens ou  Lannepaxiennes.

## Géographie

### Localisation
Lannepax est une commune située en Gascogne sur l'Izaute.

### Communes limitrophes
Les communes limitrophes sont  Courrensan, Dému, Eauze, Justian, Mourède, Ramouzens et Vic-Fezensac.

### Géologie et relief
Lannepax se situe en zone de sismicité 1 (sismicité très faible).

### Hydrographie

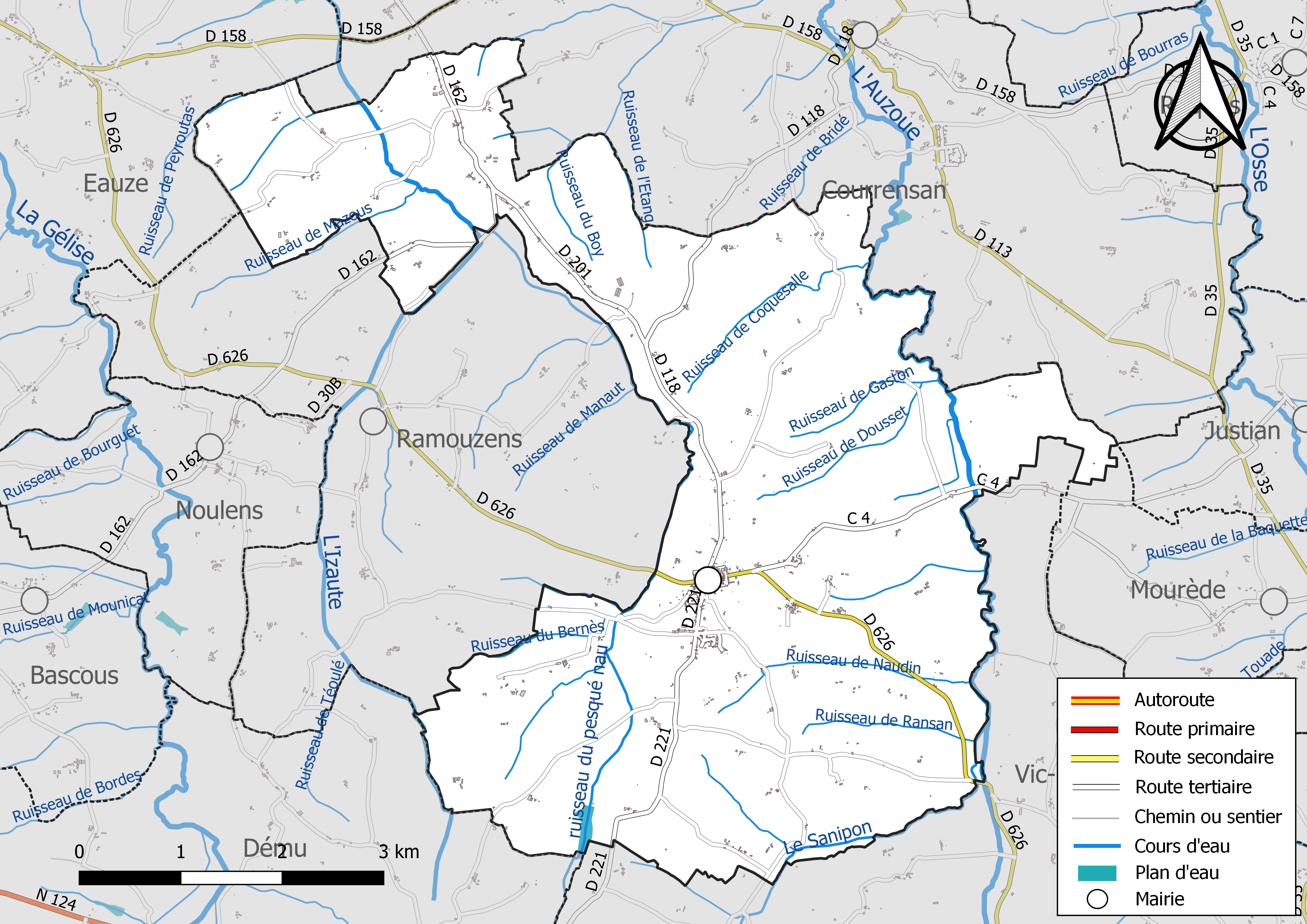
Réseaux hydrographique et routier de Lannepax.

La commune est dans le bassin de la Garonne, au sein du bassin hydrographique Adour-Garonne. Elle est drainée par l'Auzoue, l'Izaute, le Sanipon, le ruisseau du pesqué nau, le ruisseau de Barbelanne, le ruisseau de Bridé, le ruisseau de Coquesalle, le ruisseau de Dousset, le ruisseau de Duran Laffargue, le ruisseau de Gaston, le ruisseau de Lavardac, le ruisseau de l'Etang, le ruisseau de Manaut, le ruisseau de Mazous, et par un petit cours d'eau, qui constituent un réseau hydrographique de 37 km de longueur totale,.
L'Auzoue, d'une longueur totale de 74,3 km, prend sa source dans la commune de Mascaras et s'écoule vers le nord. Il traverse la commune et se jette dans la Gélise à Réaup-Lisse, après avoir traversé 19 communes.
L'Izaute, d'une longueur totale de 37,5 km, prend sa source dans la commune de Dému et s'écoule vers le nord. Il traverse la commune et se jette dans la Gélise à Castelnau d'Auzan Labarrère, après avoir traversé 11 communes.

### Climat
Pour des articles plus généraux, voir Climat de l'Occitanie et Climat du Gers.
En 2010, le climat de la commune est de type climat du Bassin du Sud-Ouest, selon une étude s'appuyant sur une série de données couvrant la période 1971-2000. En 2020, Météo-France publie une typologie des climats de la France métropolitaine dans laquelle la commune est exposée à un climat océanique altéré et est dans la région climatique Aquitaine, Gascogne, caractérisée par une pluviométrie abondante au printemps, modérée en automne, un faible ensoleillement au printemps, un été chaud (19,5 °C), des vents faibles, des brouillards fréquents en automne et en hiver et des orages fréquents en été (15 à 20 jours).
Pour la période 1971-2000, la température annuelle moyenne est de 13 °C, avec une amplitude thermique annuelle de 15,3 °C. Le cumul annuel moyen de précipitations est de 840 mm, avec 10,9 jours de précipitations en janvier et 6,7 jours en juillet. Pour la période 1991-2020, la température moyenne annuelle observée sur la station météorologique la plus proche, située sur la commune de Beaucaire à 13 km à vol d'oiseau, est de 13,8 °C et le cumul annuel moyen de précipitations est de 775,9 mm,. Pour l'avenir, les paramètres climatiques de la commune estimés pour 2050 selon différents scénarios d'émission de gaz à effet de serre sont consultables sur un site dédié publié par Météo-France en novembre 2022.

### Milieux naturels et biodiversité
L’inventaire des zones naturelles d'intérêt écologique, faunistique et floristique (ZNIEFF) a pour objectif de réaliser une couverture des zones les plus intéressantes sur le plan écologique, essentiellement dans la perspective d’améliorer la connaissance du patrimoine naturel national et de fournir aux différents décideurs un outil d’aide à la prise en compte de l’environnement dans l’aménagement du territoire.
Deux ZNIEFF de type 1 sont recensées sur la commune :
les « coteaux de Jouéou-Bordeneuve » (75 ha), couvrant 2 communes du département, et 
l'« étang, perte et résurgence de l'Oeil et du Trou du diable » (36 ha), couvrant 2 communes du département
et une ZNIEFF de type 2, : 
« l'Izaute et milieux annexes » (2 772 ha), couvrant 13 communes dont 12 dans le Gers et une dans le Lot-et-Garonne.

Carte des ZNIEFF de type 1 et 2 à Lannepax.
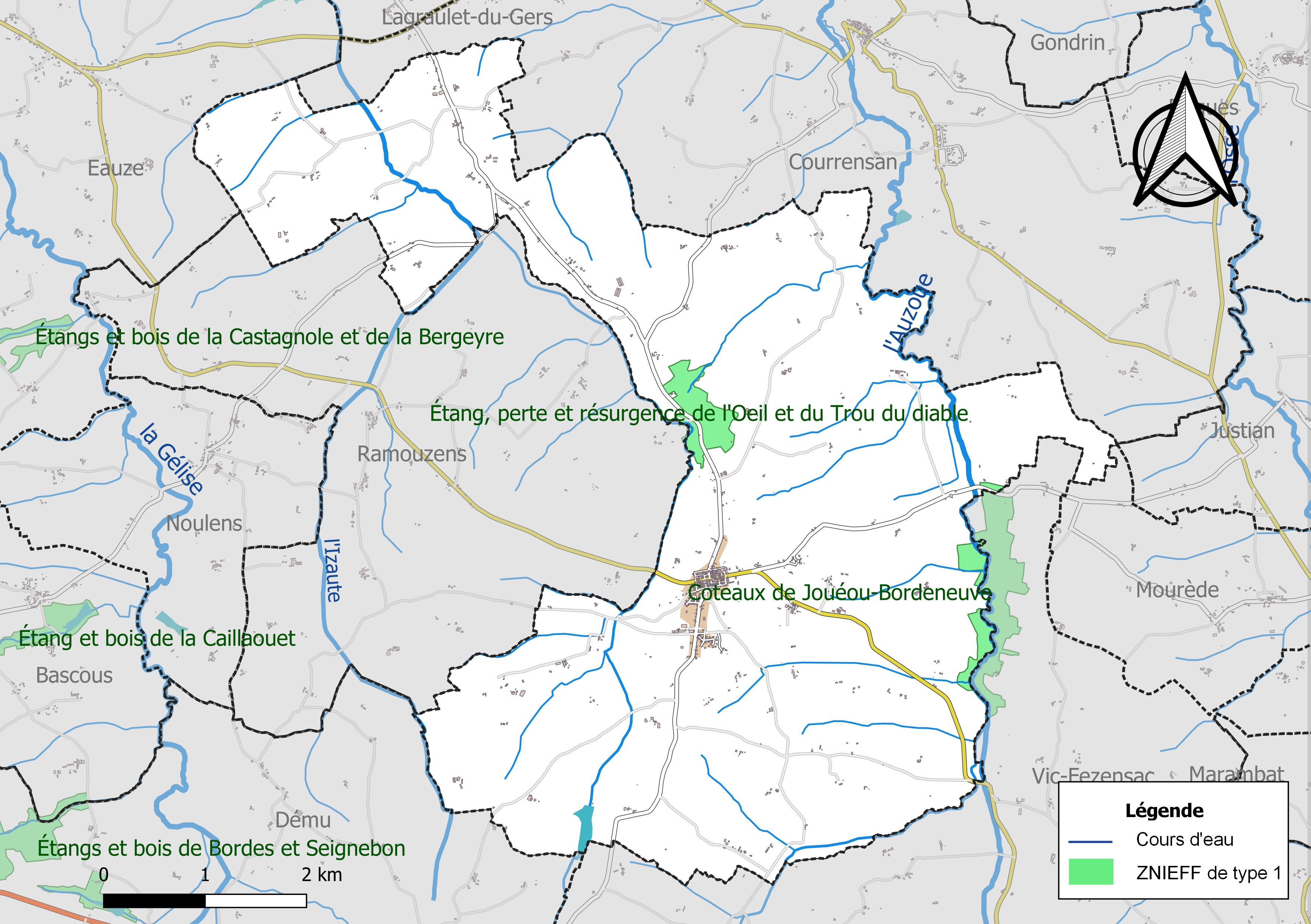
Carte des ZNIEFF de type 1 sur la commune.
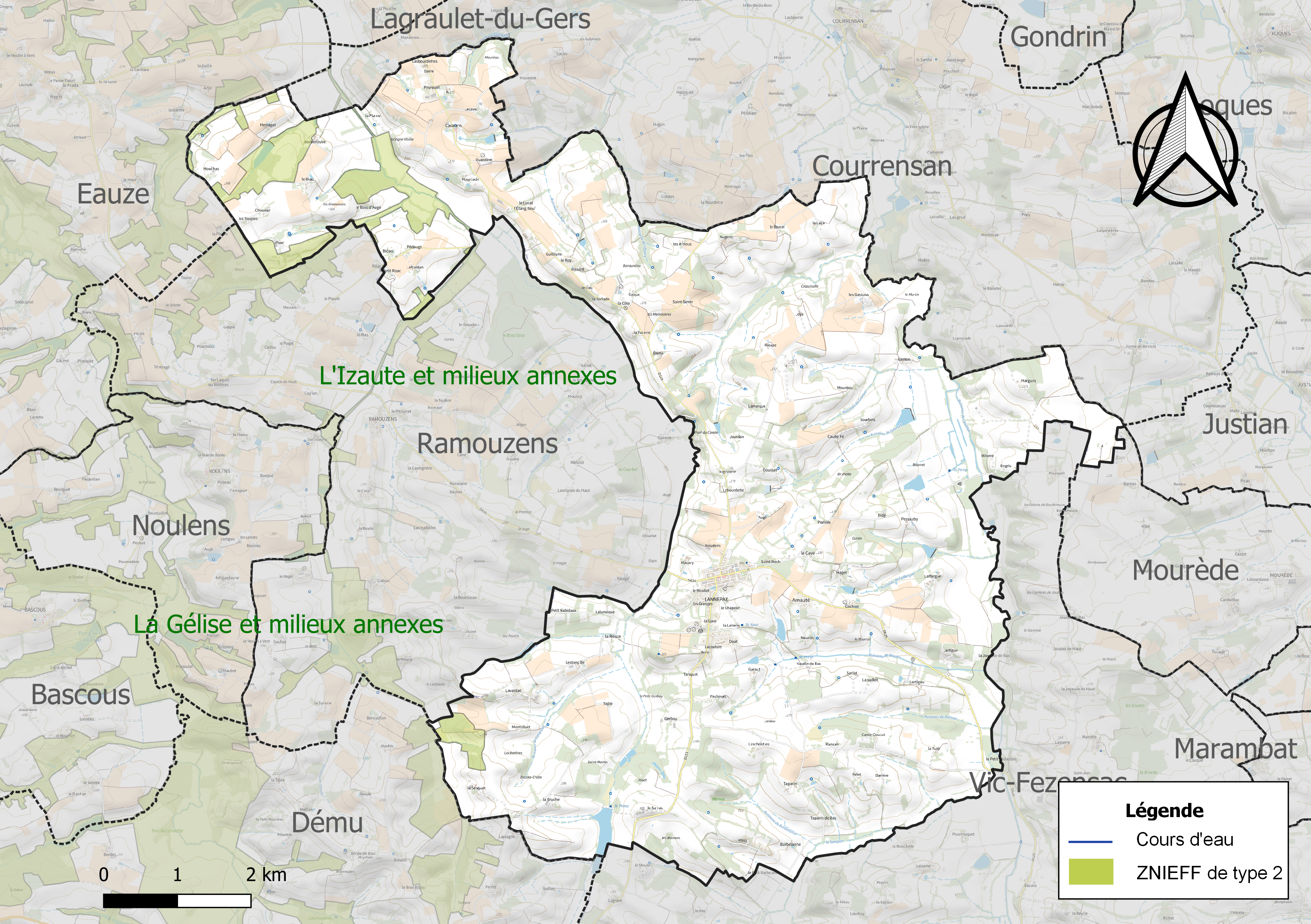
Carte de la ZNIEFF de type 2 sur la commune.

## Urbanisme

### Typologie
Au 1er janvier 2024, Lannepax est catégorisée commune rurale à habitat dispersé, selon la nouvelle grille communale de densité à sept niveaux définie par l'Insee en 2022.
Elle est située hors unité urbaine. Par ailleurs la commune fait partie de l'aire d'attraction d'Eauze, dont elle est une commune de la couronne,. Cette aire, qui regroupe 12 communes, est catégorisée dans les aires de moins de 50 000 habitants,.

### Occupation des sols
L'occupation des sols de la commune, telle qu'elle ressort de la base de données européenne d’occupation biophysique des sols Corine Land Cover (CLC), est marquée par l'importance des territoires agricoles (96,8 % en 2018), une proportion identique à celle de 1990 (96,8 %). La répartition détaillée en 2018 est la suivante : 
zones agricoles hétérogènes (53,8 %), terres arables (27,1 %), prairies (9,2 %), cultures permanentes (6,8 %), forêts (2,4 %), zones urbanisées (0,8 %). L'évolution de l’occupation des sols de la commune et de ses infrastructures peut être observée sur les différentes représentations cartographiques du territoire : la carte de Cassini (XVIIIe siècle), la carte d'état-major (1820-1866) et les cartes ou photos aériennes de l'IGN pour la période actuelle (1950 à aujourd'hui).

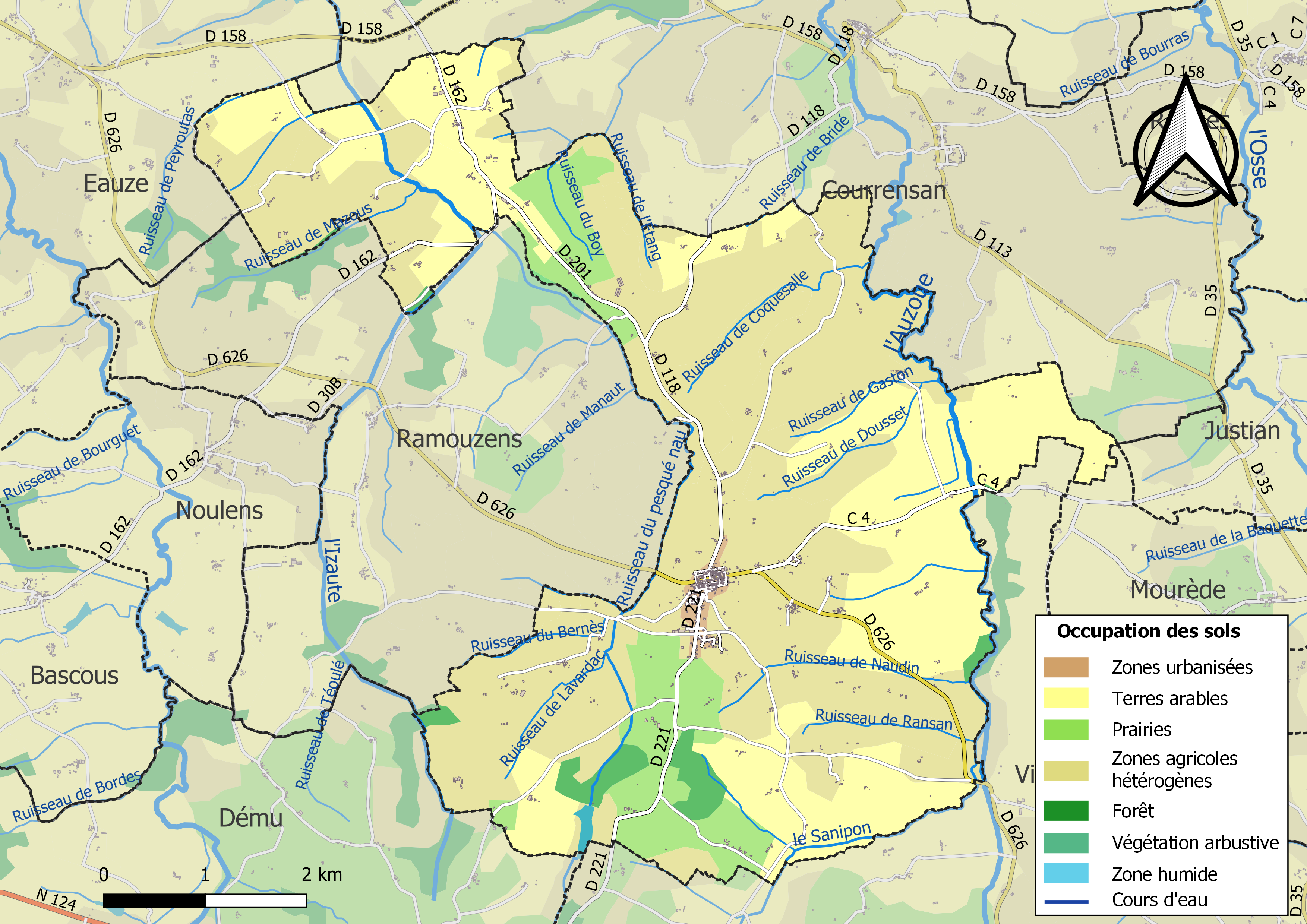
Carte des infrastructures et de l'occupation des sols de la commune en 2018 (CLC).

### Risques majeurs
Le territoire de la commune de Lannepax est vulnérable à différents aléas naturels : météorologiques (tempête, orage, neige, grand froid, canicule ou sécheresse) et séisme (sismicité très faible). Un site publié par le BRGM permet d'évaluer simplement et rapidement les risques d'un bien localisé soit par son adresse soit par le numéro de sa parcelle.

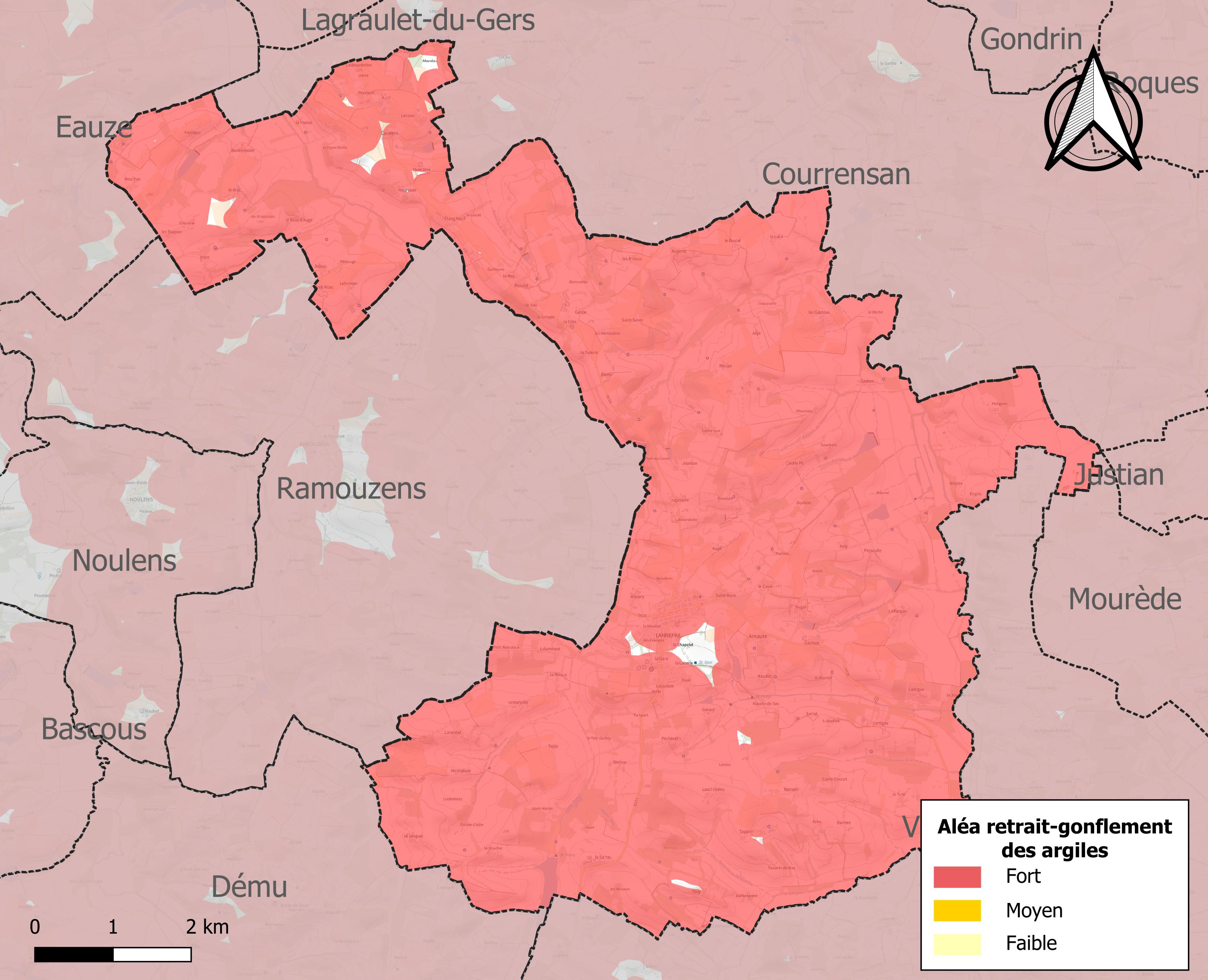
Carte des zones d'aléa retrait-gonflement des sols argileux de Lannepax.

Le retrait-gonflement des sols argileux est susceptible d'engendrer des dommages importants aux bâtiments en cas d’alternance de périodes de sécheresse et de pluie. 99 % de la superficie communale est en aléa moyen ou fort (94,5 % au niveau départemental et 48,5 % au niveau national). Sur les 329 bâtiments dénombrés sur la commune en 2019, 327 sont en aléa moyen ou fort, soit 99 %, à comparer aux 93 % au niveau départemental et 54 % au niveau national. Une cartographie de l'exposition du territoire national au retrait gonflement des sols argileux est disponible sur le site du BRGM,.
Par ailleurs, afin de mieux appréhender le risque d’affaissement de terrain, l'inventaire national des cavités souterraines permet de localiser celles situées sur la commune.
La commune a été reconnue en état de catastrophe naturelle au titre des dommages causés par les inondations et coulées de boue survenues en 1999 et 2009. Concernant les mouvements de terrains, la commune a été reconnue en état de catastrophe naturelle au titre des dommages causés par la sécheresse en 1989, 2011 et 2017 et par des mouvements de terrain en 1999.

## Toponymie
Le nom Lannepax signifie « lande de la paix ».

## Histoire
Lannepax était à l'origine une bastide médiévale fortifiée, fondée au XIIIe siècle, sur la colline d'Ario où, selon la légende, Crassus aurait reçu la soumission de la Novempopulanie.
Le choix du lieu de la bastide, au croisement de la Ténarèze (veille voie protohistorique) et de l'ancienne voie romaine Toulouse-Bordeaux a sans doute été choisi par son fondateur, le comte d'Armagnac qui percevait les droits de péage.

## Politique et administration
| Période                                  | Période  | Identité          | Étiquette | Qualité                                               |
| ---------------------------------------- | -------- | ----------------- | --------- | ----------------------------------------------------- |
| mars 2001                                | 2014     | Guy Dauriac       |           |                                                       |
| mars 2014                                | En cours | Patricia de Hondt | DVD       | Salariée agricole Suppléante au Conseil Départemental |
| Les données manquantes sont à compléter. |          |                   |           |                                                       |

## Démographie
L'évolution du nombre d'habitants est connue à travers les recensements de la population effectués dans la commune depuis 1793. Pour les communes de moins de 10 000 habitants, une enquête de recensement portant sur toute la population est réalisée tous les cinq ans, les populations de référence des années intermédiaires étant quant à elles estimées par interpolation ou extrapolation. Pour la commune, le premier recensement exhaustif entrant dans le cadre du nouveau dispositif a été réalisé en 2004.

En 2022, la commune comptait 532 habitants, en évolution de +9,02 % par rapport à 2016 (Gers : +1,04 %, France hors Mayotte : +2,11 %).
| 1793  | 1800  | 1806  | 1821  | 1831  | 1841  | 1846  | 1851  | 1856  |
| ----- | ----- | ----- | ----- | ----- | ----- | ----- | ----- | ----- |
| 1 297 | 1 368 | 1 289 | 1 420 | 1 386 | 1 508 | 1 521 | 1 509 | 1 520 |

| 1861  | 1866  | 1872  | 1876  | 1881  | 1886  | 1891  | 1896  | 1901  |
| ----- | ----- | ----- | ----- | ----- | ----- | ----- | ----- | ----- |
| 1 546 | 1 552 | 1 430 | 1 435 | 1 519 | 1 515 | 1 185 | 1 097 | 1 095 |

| 1906  | 1911  | 1921  | 1926 | 1931 | 1936 | 1946 | 1954 | 1962 |
| ----- | ----- | ----- | ---- | ---- | ---- | ---- | ---- | ---- |
| 1 105 | 1 016 | 1 011 | 939  | 904  | 868  | 894  | 801  | 751  |

| 1968 | 1975 | 1982 | 1990 | 1999 | 2004 | 2006 | 2009 | 2014 |
| ---- | ---- | ---- | ---- | ---- | ---- | ---- | ---- | ---- |
| 744  | 686  | 652  | 610  | 569  | 560  | 554  | 572  | 498  |

| 2019 | 2022 | - | - | - | - | - | - | - |
| ---- | ---- | - | - | - | - | - | - | - |
| 507  | 532  | - | - | - | - | - | - | - |

## Économie

### Revenus
En 2018  (données Insee publiées en septembre 2021), la commune compte 236 ménages fiscaux, regroupant 482 personnes. La médiane du revenu disponible par unité de consommation est de 18 620 € (20 820 € dans le département).

### Emploi
|                | 2008  | 2013  | 2018  |
| -------------- | ----- | ----- | ----- |
| Commune        | 6,6 % | 6,8 % | 9,3 % |
| Département    | 6,1 % | 7,5 % | 8,2 % |
| France entière | 8,3 % | 10 %  | 10 %  |

En 2018, la population âgée de 15 à 64 ans s'élève à 277 personnes, parmi lesquelles on compte 78,2 % d'actifs (68,9 % ayant un emploi et 9,3 % de chômeurs) et 21,8 % d'inactifs,. Depuis 2008, le taux de chômage communal (au sens du recensement) des 15-64 ans est supérieur à celui du département, mais inférieur à celui de la France.
La commune fait partie de la couronne de l'aire d'attraction d'Eauze, du fait qu'au moins 15 % des actifs travaillent dans le pôle,. Elle compte 114 emplois en 2018, contre 122 en 2013 et 128 en 2008. Le nombre d'actifs ayant un emploi résidant dans la commune est de 196, soit un indicateur de concentration d'emploi de 58 % et un taux d'activité parmi les 15 ans ou plus de 51,3 %.
Sur ces 196 actifs de 15 ans ou plus ayant un emploi, 74 travaillent dans la commune, soit 38 % des habitants. Pour se rendre au travail, 85,9 % des habitants utilisent un véhicule personnel ou de fonction à quatre roues, 0,5 % les transports en commun, 4,5 % s'y rendent en deux-roues, à vélo ou à pied et 9,1 % n'ont pas besoin de transport (travail au domicile).

### Activités hors agriculture

#### Secteurs d'activités
45 établissements sont implantés  à Lannepax au 31 décembre 2019. Le tableau ci-dessous en détaille le nombre par secteur d'activité et compare les ratios avec ceux du département,.
| Secteur d'activité                                                                                        | Commune | Commune | Département |
| Secteur d'activité                                                                                        | Nombre  | %       | %           |
| --- | ------- | ------- | ----------- |
| Ensemble                                                                                                  | 45      |         |             |
| Industrie manufacturière, industries extractives et autres                                                | 11      | 24,4 %  | (12,3 %)    |
| Construction                                                                                              | 9       | 20 %    | (14,6 %)    |
| Commerce de gros et de détail, transports, hébergement et restauration                                    | 6       | 13,3 %  | (27,7 %)    |
| Activités financières et d'assurance                                                                      | 3       | 6,7 %   | (3,5 %)     |
| Activités immobilières                                                                                    | 3       | 6,7 %   | (5,2 %)     |
| Activités spécialisées, scientifiques et techniques et activités de services administratifs et de soutien | 5       | 11,1 %  | (14,4 %)    |
| Administration publique, enseignement, santé humaine et action sociale                                    | 2       | 4,4 %   | (12,3 %)    |
| Autres activités de services                                                                              | 6       | 13,3 %  | (8,3 %)     |

Le secteur de l'industrie manufacturière, des industries extractives et autres est prépondérant sur la commune puisqu'il représente 24,4 % du nombre total d'établissements de la commune (11 sur les 45 entreprises implantées  à Lannepax), contre 12,3 % au niveau départemental.

#### Entreprises et commerces
Les trois entreprises ayant leur siège social sur le territoire communal qui génèrent le plus de chiffre d'affaires en 2020 sont : 
- Etablissements Delord Freres, production de boissons alcooliques distillées (3 728 k€)
- Odem, vinification (1 536 k€)
- Fezas-Desbarats, activités de soutien aux cultures (109 k€)

### Agriculture
La commune est dans le Ténarèze, une petite région agricole occupant le centre du département du Gers, faisant transition entre lʼAstarac “pyrénéen”, dont elle est originaire et dont elle prolonge et atténue le modelé, et la Gascogne garonnaise dont elle annonce le paysage. En 2020, l'orientation technico-économique de l'agriculture  sur la commune est la polyculture et/ou le polyélevage.
|               | 1988  | 2000  | 2010  | 2020  |
| ------------- | ----- | ----- | ----- | ----- |
| Exploitations | 69    | 47    | 40    | 36    |
| SAU (ha)      | 2 238 | 2 253 | 2 471 | 2 440 |

Le nombre d'exploitations agricoles en activité et ayant leur siège dans la commune est passé de 69 lors du recensement agricole de 1988  à 47 en 2000 puis à 40 en 2010 et enfin à 36 en 2020, soit une baisse de 48 % en 32 ans. Le même mouvement est observé à l'échelle du département qui a perdu pendant cette période 51 % de ses exploitations,. La surface agricole utilisée sur la commune a quant à elle augmenté, passant de 2 238 ha en 1988 à 2 440 ha en 2020. Parallèlement la surface agricole utilisée moyenne par exploitation a augmenté, passant de 32 à 68 ha.

## Culture locale et patrimoine

### Lieux et monuments
- Église Saint-Jacques de Lannepax datant du XIVe siècle et de la fin du XVe siècle. L'édifice est répertorié dans la base Mérimée[32].
- Église Saint-Pierre de Cacarens.